# Vorhangfassade

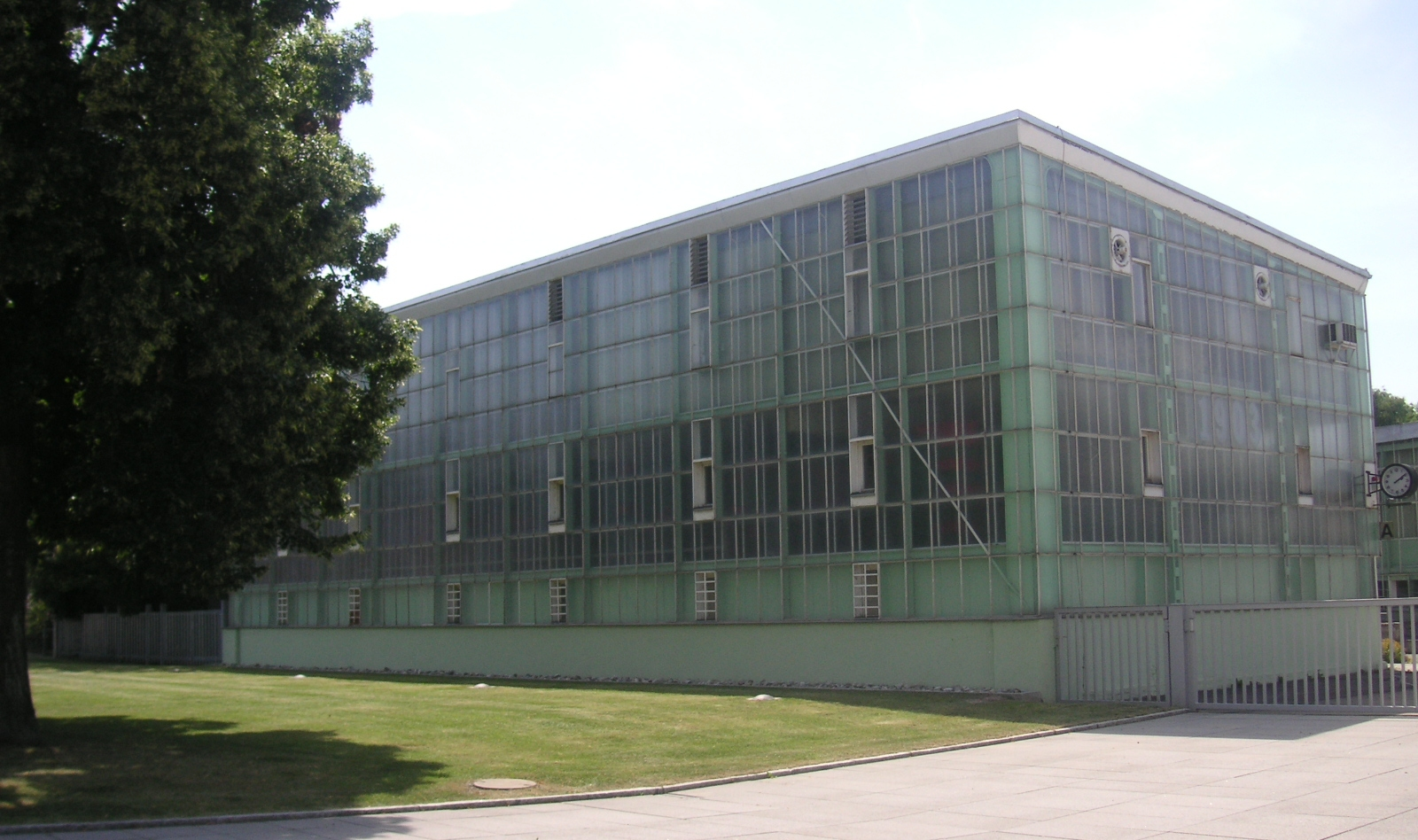
Fabrikhalle Steiff in Giengen, gebaut 1903

Eine Vorhangfassade, auch Vorhangwand genannt (englisch curtain wall ‚Vorhangwand‘), ist eine Konstruktionsweise für Fassaden von Gebäuden.
Die Vorhangfassade bildet die äußere Hülle des Gebäudes und steht als eigene Schale vor dem eigentlichen Tragwerk. Sie läuft üblicherweise über die Geschosse hinweg. Da sie nur ihr Eigengewicht und keine weiteren statischen Lasten des Gebäudes trägt, kann sie als leichtgewichtige Konstruktion ausgeführt werden. Die Vorhangfassade wird mittels einer Unterkonstruktion am Tragwerk des Gebäudes an- oder aufgehängt. Die geschossübergreifende Fassade hat in der Regel eine Rahmenkonstruktion aus Stahl- oder Aluminiumprofilen, die großflächig mit Glas oder anderen flächigen Füllelementen ausgefacht ist. Eine Vorhangfassade kann als Pfosten-Riegel-Fassade oder als Elementfassade realisiert werden. Werden die Glasscheiben maßgeblich durch Verklebung an der Unterkonstruktion befestigt, spricht man von einer Structural-Glazing-Fassade.
Häufig wird die Vorhangfassade an Gebäuden in Skelettbauweise installiert. 
Im Gegensatz zur Vorhangfassade schützt eine vorgehängte hinterlüftete Fassade (VHF; englisch rainscreen ‚Regenschutz‘) nur vor Sonne, Regen und Schnee, ist aber nicht luftdicht und meist auch nicht als eigenständig tragende Schale ausgeführt.

## Technik und Normung
Vorhangfassaden sind in der Europäischen Norm EN 13830 genormt. Die Norm ist in Deutschland als DIN-Norm veröffentlicht.

## Geschichte

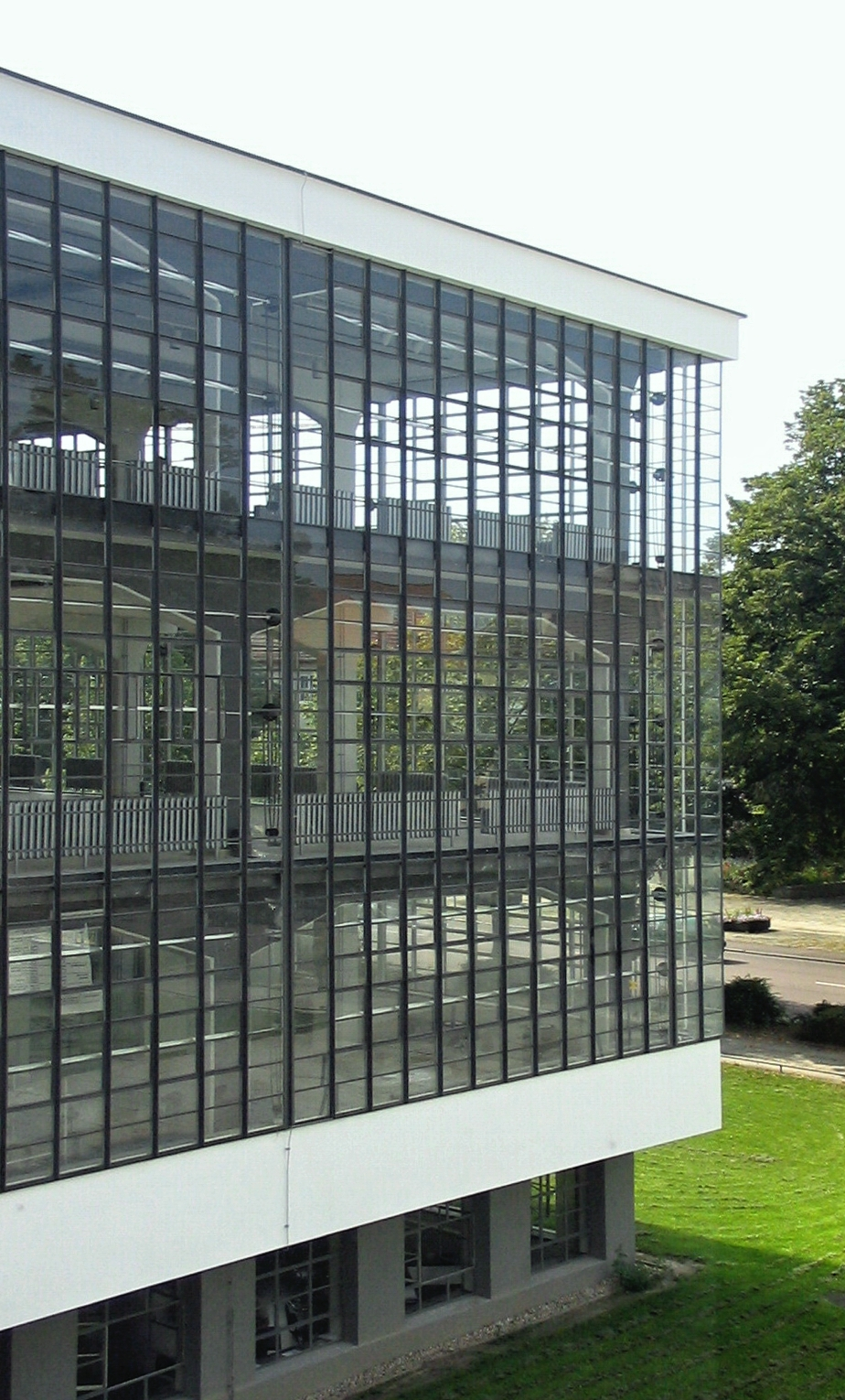
Vorhangfassade am Bauhaus Dessau nach der Rekonstruktion 1996–2006, die Originalfassade wurde im Krieg zerstört

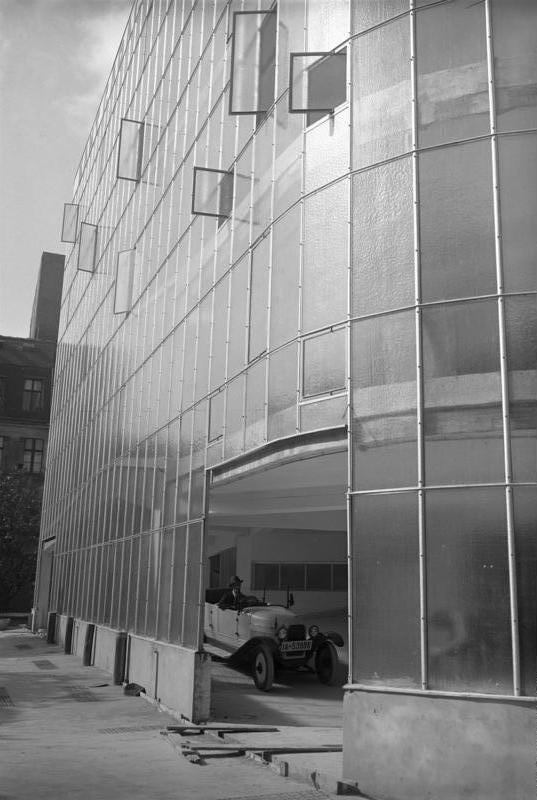
Vorhangfassade an der Rückseite der Kant-Garage, 1930

Unvollständige Auflistung nach einem Fachartikel von Miron Mislin.

### Vorbedingungen und Vorläufer
- Um 1832 verbesserte der englische Glasfabrikant R. L. Chance das Zylinderglas-Verfahren. Ab 1838 produzierte er Kristallspiegelglas, bei dem das Walzglas poliert und geschliffen werden konnte. Mit diesem Kristallspiegelglas wurde 1851 der Kristallpalast in London gebaut.
- Nach dem Brand von 1871 in Chicago wurden die ersten großen Stahlskelettbau-Konstruktionen im Hochhausbau entwickelt. Damit konnten die Außenfassaden freier mit Fenstern und Brüstungen gestaltet werden.
- 1885, beim Home Insurance Building, stellte William Le Baron Jenney das Stahlskelett hinter eine dünne, zwar noch steinerne Außenwand, aber das Prinzip des Curtain Wall wurde verwirklicht.
- Ab 1891 erwies sich das Spiegelglasverfahren, das die Glaspreise senkte, als günstig für den Bau von großen Fenstern.
- 1895 wurde das Reliance Building von dem Architekturbüro Daniel Burnham & Root errichtet, ein Stahlskelettbau mit einer vor der Konstruktion angeordneten Curtain Wall mit Chicago Fenstern und dünnen Terracotta-Platten an den Brüstungen.
- 1895, Studebaker Building, Arch. Solon S. Beman, zehngeschossig, gusseiserner Rahmen, Panelbrüstungen aus Gusseisen und breiten „Chicago Windows“.

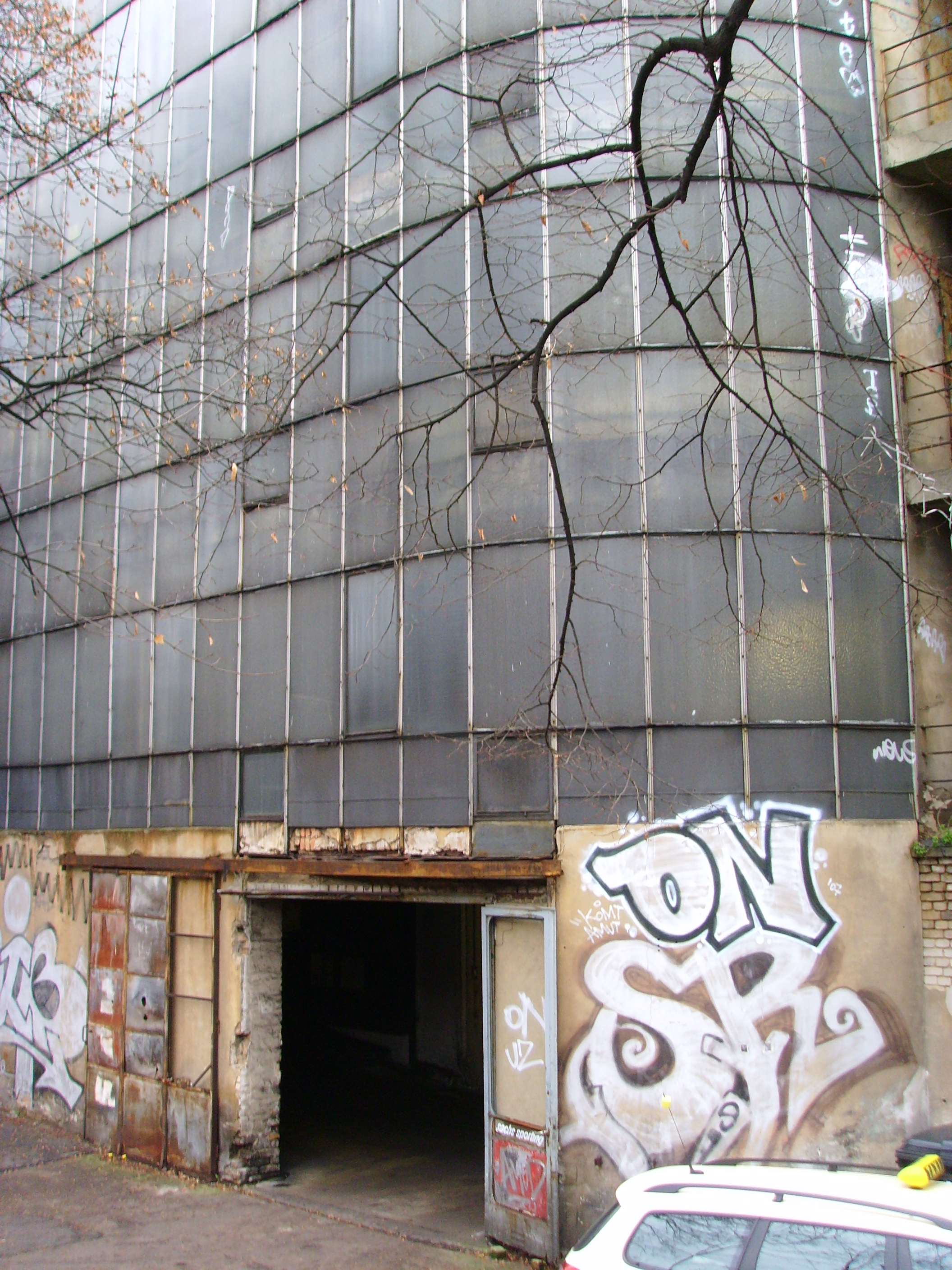
Die weitgehend erhaltene Original-Fassade der Kant-Garage, 2007

- 1899–1900, Mc Clurg Building, Arch. Holabird & Roche, neungeschossig mit gusseisernem Rahmen.
- 1899–1900, Warenhaus Tietz in der Leipziger Straße in Berlin, von B. Sehring und L. Lachmann mit einer Fensterfront von 20 m × 17,50 m, die als die erste Vorhangfassade Berlins gelten kann.
- 1906–1907 fünf Fabrikationsgebäude der Eisenbahnwagonfirma A. Koppel aus Berlin wiesen bei ihrer neuen amerikanischen Filiale bei Pittsburgh in Pennsylvania-Curtain-Wall-Fassaden auf. Die Fensterbänder im Oberlichtbereich wurden als durchgehende horizontale Fensterbänder „um die Ecke“ geführt (American Machinist, 19. Oktober 1907).

### Frühe Beispiele und Projekte
- 1875 Palmenhaus im Botanischen Garten Adelaide von Gustav Runge
- 1902 Haus Anker in Braunschweig, Architekt Bruno Habrich (* 1862; † unbekannt), 40 wandhohe Fenster über drei Etagen
- 1903 Spielzeugfabrik von M. Steiff in Giengen a. Brenz mit gläsernen Vorhangfassaden an allen vier Gebäudeseiten.[3] Sie stellt das wohl erste Zeugnis einer Vorhangfassade in der Geschichte des Industriebaus dar.[4]
- 1909 AEG-Turbinenfabrik in Berlin, von Peter Behrens. Die 13,35 m × 15 m große Glaswand (bei einer Gesamtbreite von 26,30 m), die sich auf einen Betonsockel von rund 2,5 m Höhe stützte, erfüllte die formal-konstruktiven Voraussetzungen für eine Vorhangfassade.
- 1911–1914 Fagus-Werk von Walter Gropius in Alfeld a. Leine. Hier erstreckten sich acht gläserne Fensterkästen über drei Stockwerke von 10 m × 4,35 m. Die gesamte Front ist in riesige Fensterflächen aufgelöst, die keine Tragfunktion ausüben, sie sind also Curtain Walls.
- 1915–1918 Hallidie Building, ein zwölfstöckiges Gewerbe- und Bürohaus in San Francisco von Willis Polk. Die Vorhangfassade wurde in einem Abstand von rund 90 cm vor den tragenden oktogonalen Stahlbetonpfeilern befestigt.
- 1921–1923 Entwürfe von Mies van der Rohe für Turmhochhäuser in Berlin von Mies van der Rohe
- 1922 Maison Ozenfant. Wohnhaus und Atelier von Le Corbusier in Paris
- 1927–1928 Kaufhäuser Schocken in Chemnitz und Stuttgart von Erich Mendelsohn
- 1926 Bauhaus Dessau von Walter Gropius
- 1929–1930 Kant-Garage in Berlin von Hermann Zweigenthal
- 1930 Obdachlosenasyl (Cité de refuge) von Le Corbusier in Paris

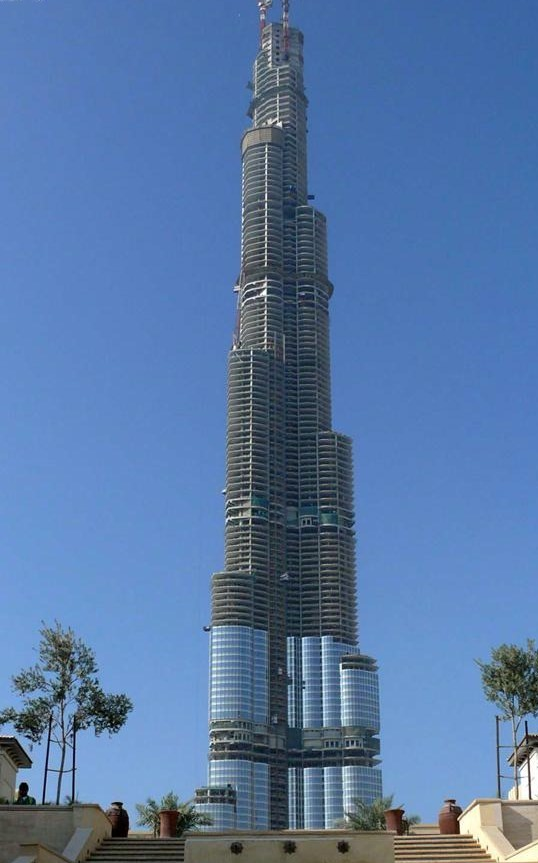
Fassade des Burj Dubai im Bau
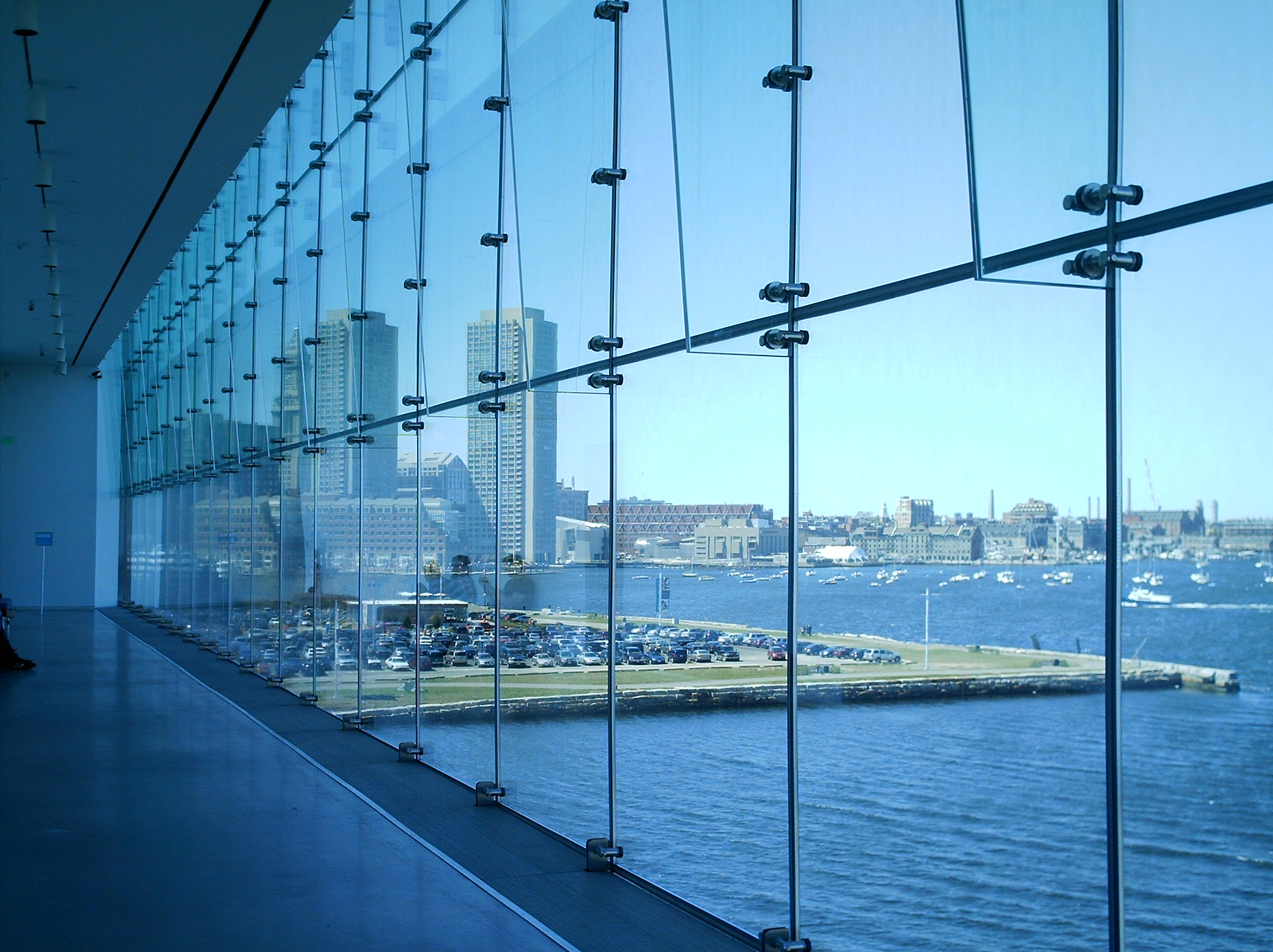
Vorhangfassade mit Schwert-Pfosten aus Glas
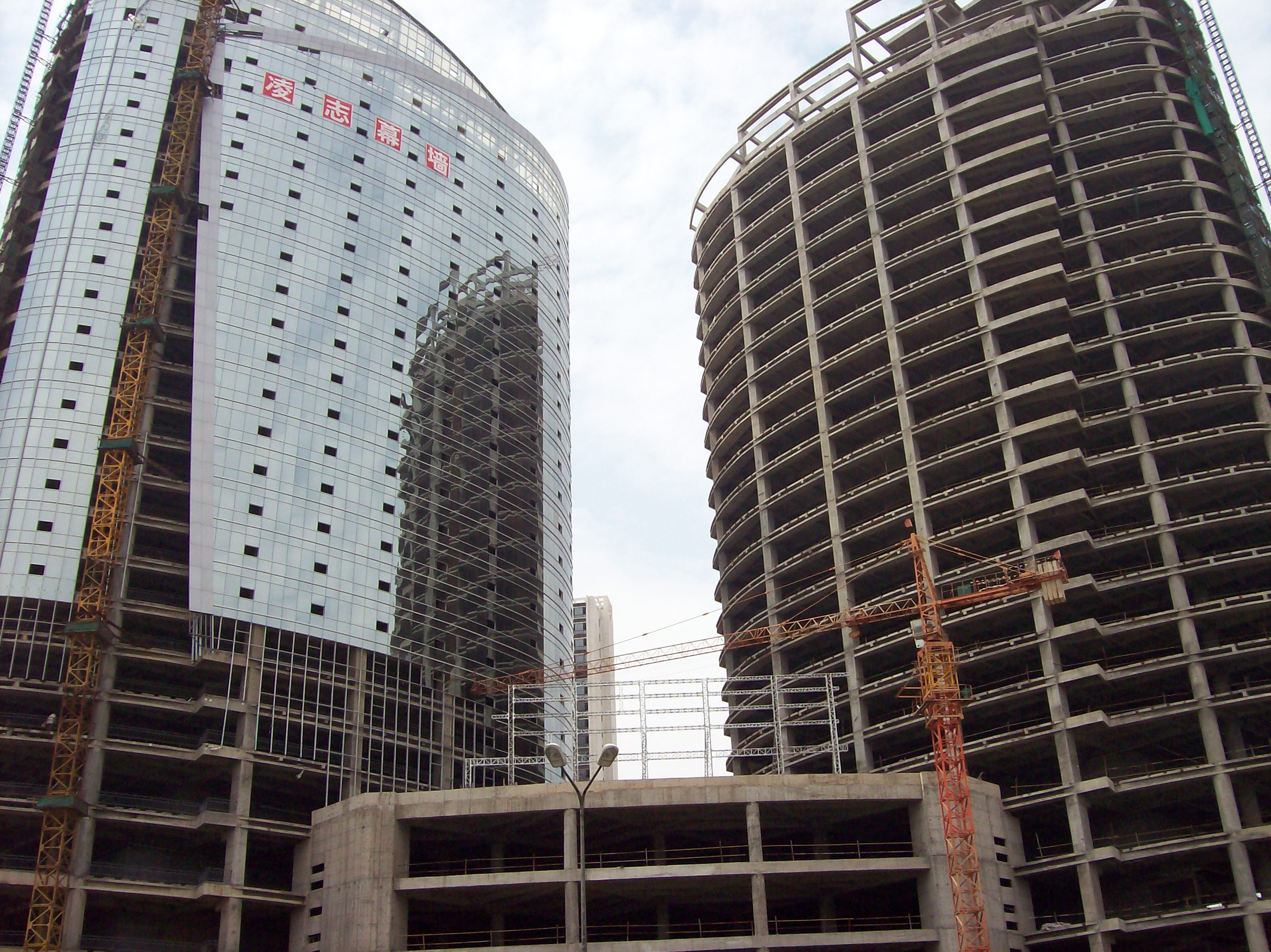
Eine Vorhangfassade im Aufbau in Wuhan, China